# سرطانة مفترزة نقية في الثدي

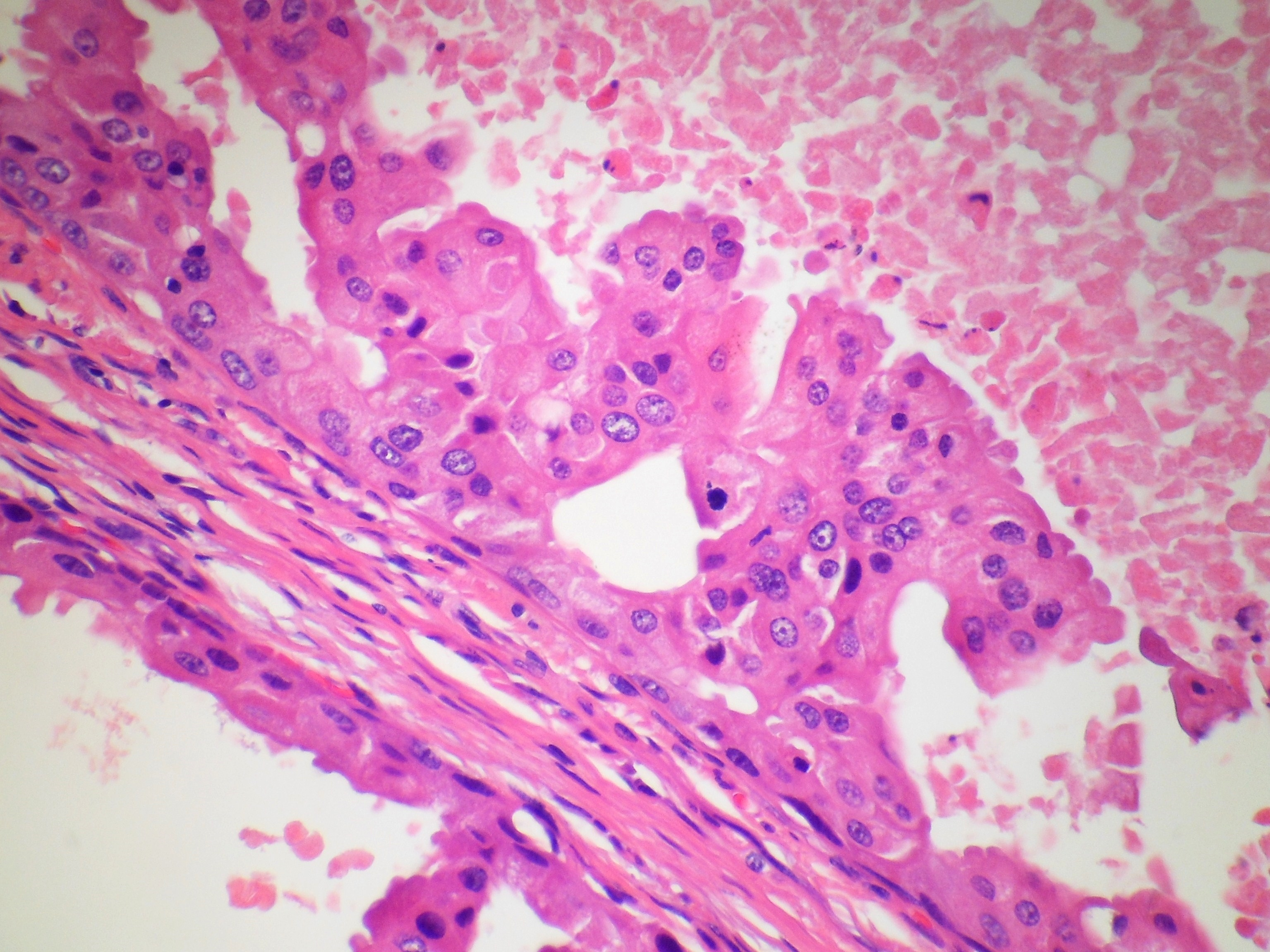
شكل 3

السرطانة المُفتَرَزة النقية في الثدي نوع نادر من السرطانة مشتق من الخلايا الظهارية في القنوات اللبنية للغدة الثديية. الغدة الثديية غدة مفترَزة. تحتوي قنواتها اللبنية على طبقتين من الخلايا الظهارية، طبقة لمعية تواجه لمعة القناة (أي جوفها) وطبقة قاعدية تتوضع تحت الطبقة اللمعية. يوجد ما لا يقل عن 4 أنواع فرعية من الخلايا الظهارية في هذه القنوات: الخلايا السلفية اللمعية والخلايا الناضجة اللمعية الموجودة في الطبقة اللمعية والخلايا الجذعية الثديية والخلايا القاعدية الموجودة في الطبقة القاعدية. يظهر فحص الجينات التي يُعبر عنها في خلايا السرطانة المفترزة النقية إلى أن معظم هذه الأورام تتكون من خلايا مشتقة من خلايا لمعية وتكون أقلية منها مشتقة من خلايا قاعدية.
تُسمى سرطانات الثدي المفترزة الغازية المترافقة بكمية كبيرة من الأنسجة الشبيهة بالغدد المفترزة أورام الثدي المفترزة منذ عقود، استخدم دامور وآخرون عام 1988 تسمية السرطانة المفترزة الغازية النقية لتمييز المجموعة الفرعية من السرطانات التي تكون أكثر من 90% من أنسجتها شبيهة بالغدد المفترزة. في عام 2010، أضاف فرانيك وزملاؤه المزيد إلى تعريف هذه السرطانة لوضع المعايير المستخدمة حاليًا لتشخيصها. وعرفت على أنها سرطانة: أ) لها مكون أو مكونات تغزو الأنسجة المجاورة. ب) تكون أكثر من 90% من أنسجتها شبيهة بالغدد المفترزة. ج) فيها ما لا يقل عن 10% من الخلايا السرطانية التي تعبر عن مستقبلات الأندروجين. د) تفتقر إلى الخلايا السرطانية التي تعبر عن مستقبلات هرمون الإستروجين ومستقبلات البروجسترون. تحتوي الكثير من أورام السرطانات المفترزة النقية على خلايا سرطانية مفرطة التعبير عن البروتين الشبيه بمستقبل عامل النمو البشري الثاني. لم تحدد منظمة الصحة العالمية (2019) أيًا من السرطانات المفترزة الغازية الأخرى على أنها كيانات متميزة تشخيصيًا، لكنها وضحت أن سرطان الثدي القنوي الغازي الذي تكون أكثر من 90% من خلاياه السرطانية خلايا غدية مفترزة يمثل «سرطانًا ذا تمايز مفترز». يصنف سرطان الثدي المفترز غير الغازي، أي سرطان الأقنية المفترزة في الموقع، على أنه نوع من السرطانات القنوية التي تصيب الثدي. تسمى السرطانات الغازية التي تكون 10-90% من أنسجتها شبيهة بالغدد المفترزة السرطانات الغازية الشبيهة بالمبيض. تحتوي هذه الأورام السرطانية في بعض الأحيان على خلايا ورمية إيجابية لمستقبلات هرمون الإستروجين و/أو مستقبلات البروجسترون.

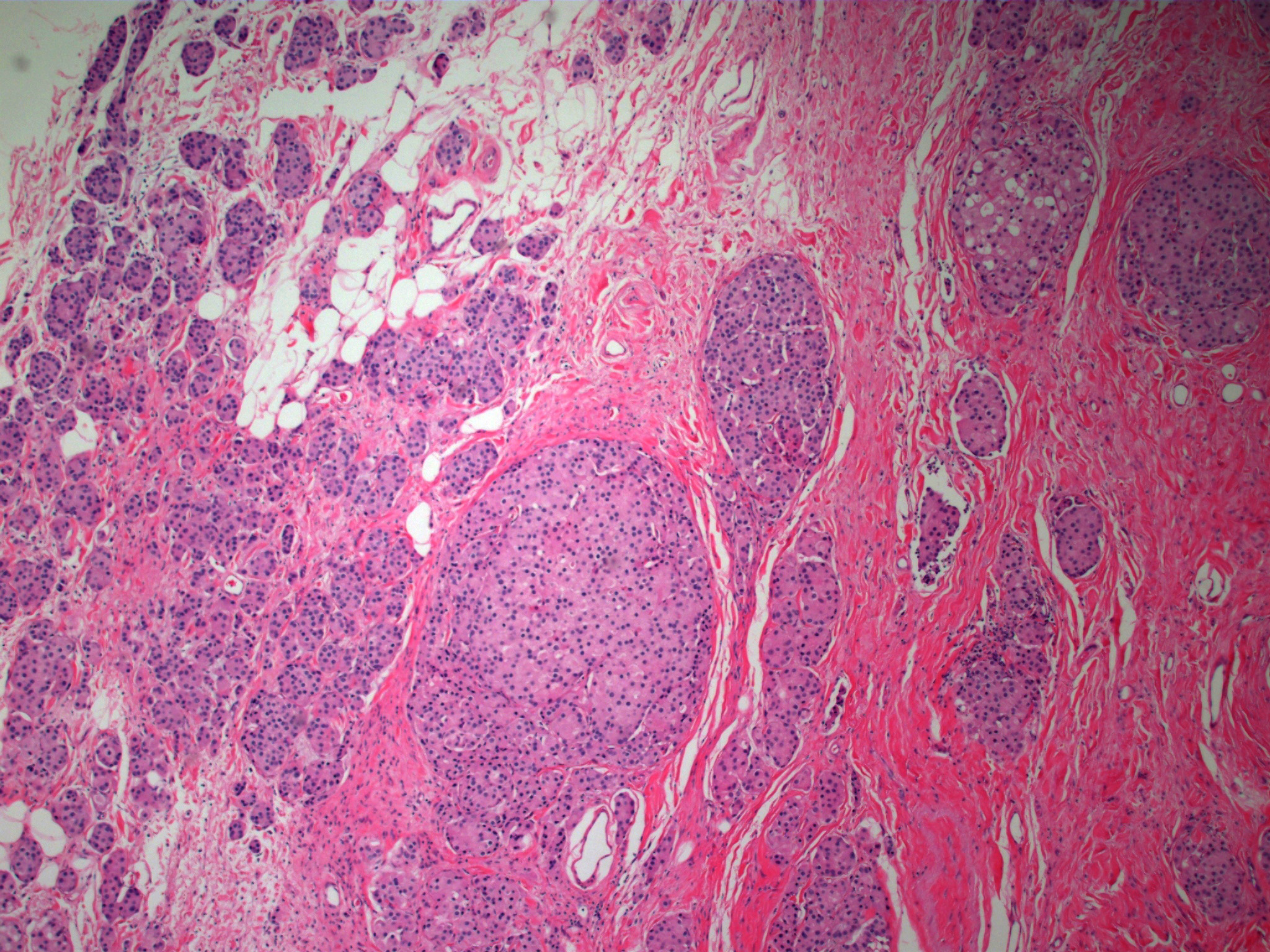
شكل 4

وفق معايير فرانيك وزملائه، فإن السرطانة المفترزة النقية سرطان نادر يمثل نحو 1% من جميع سرطانات الثدي، ويحدث بشكل أساسي عند الإناث بعد انقطاع الطمث، وعادة ما يظهر على هيئة كتلة دون أعراض، تكون منتشرة إلى العقد اللمفاوية القريبة (أي الإبطية) في كثير من الحالات.

## المظهر السريري
نظرًا لندرتها وحداثة تعريفها، شملت الدراسات التي تناولت هذه السرطانة بشكل عام أعدادًا صغيرة من المريضات. في هذه الدراسات، ظهر لدى معظم النساء اللواتي شُخصت إصابتهن بالسرطانة المفترزة النقية ورم في الثدي دون أعراض اكتُشف عن طريق الجس الذاتي أو طرق الفحص الأخرى مثل التصوير الشعاعي للثدي. تشمل المظاهر الشعاعية للسرطانة المفترزة النقية طيفًا من الكتل الكثيفة مع وجود تكلسات دقيقة مرتبطة بها. هذه النتائج غير نوعية وتشبه المظاهر المشاهدة في السرطانة الغازية من أي نوع. تسبب السرطانة المفترزة النقية بشكل غير شائع أعراضًا مختلفة تشمل الإحساس بالشد أو تجعد الجلد أو الألم أو إفرازات الحلمة أو التقرح الصريح.